# Référendum constitutionnel français de mai 1946 en Guinée
Le 5 mai 1946, un référendum constitutionnel a eu lieu en Guinée française  dans le cadre du référendum constitutionnel français plus large. Le projet de nouvelle constitution a été rejeté par 51 % des électeurs du territoire  et 53 % de l'ensemble des électeurs.

## Résultats
| Choix                            | Votes | %    |
| -------------------------------- | ----- | ---- |
| Pour                             | 491   | 49,5 |
| Contre                           | 500   | 50,5 |
| Votes invalides/blancs           | 31    | –    |
| Total                            | 1 022 | 100  |
| Électeurs inscrits/participation | 1 910 | 53,5 |
| Source : Sternberger et al.      |       |      |